# 阿賀インターチェンジ
阿賀インターチェンジ（あがインターチェンジ）は、広島県呉市にある東広島呉自動車道のインターチェンジである。

## 歴史
- 2012年（平成24年）4月1日：黒瀬IC - 阿賀IC間開通に伴い、供用開始[1]。

阿賀ICの出入り口は平面交差となっており、渋滞が発生していることから、交通量の特に多い呉方面へ向かう車線の立体交差化事業が行われ、2022年（令和4年）3月19日に供用開始された。

## 周辺
- 安芸阿賀駅（JR西日本・呉線）
- 新広駅（JR西日本・呉線）
- 業務用食品スーパー 阿賀店
- セブン-イレブン 呉阿賀中央5丁目店
- セブン-イレブン 呉市阿賀中央店
- セブン-イレブン 呉市広支所前店
- ENEOS 阿賀駅前SS
- 藤三阿賀ショッピングセンター
- 広島県立呉南特別支援学校
- 呉市立呉高等学校
- 呉工業高等専門学校
- 呉市立阿賀中学校
- 呉市立阿賀小学校
- 広島文化学園大学 阿賀キャンパス
- 中国労災病院

## 接続する道路
- 直接接続
  - 国道185号

## 料金所
国土交通省が管轄する無料区間の為、料金所は設置されていない。

## 隣
E75 東広島呉自動車道
(6)郷原IC - (7)阿賀IC